# مستقبل ذاتي
المستقبل الذاتي هو نوع من المستقبلات يتواجد في أغشية العصبونات قبل المشبكية. ويعمل كجزء من حلقة تغذية راجعة سلبية في توصيل الإشارة. وهو حساس فقط للنواقل العصبية أو الهرمونات التي تفرزها الخلايا التي يتواجد على أغشيتها. يمكن أن يعمل هذا النوع من المستقبلات كمستقبل ذاتي أو كمستقبل متغاير، وذلك حسب نوع الناقل الذي تحرره الخلية التي يكون مندمجا في غشائها.
يمكن أن تتواجد المستقبلات الذاتية في أي جزء من غشاء الخلية: في الزوائد الشجرية، جسم الخلية، المحوار، نهايات المحوار.
معياريا، يحرر العصبون قبل المشبكي ناقلا عصبيا في الشق المشبكي ليتم التعرف عليه بواسطة المستقبلات المتواجدة على العصبون بعد المشبكي. المستقبلات الذاتية على العصبون قبل المشبكي تقوم أيضا بالتعرف على الناقل العصبي وعادة ما تعمل للتحكم في وظائف الخلية الداخلية، كتثبيط تحريرٍ أو تخليقٍ أكثر للناقل العصبي. وعليه، يُنظَّم تحرير الناقل العصبي بواسطة تغذية راجعة سالبة. المستقبلات الذاتية هي في العادة مستقبلات مقترنة بالبروتين ج (بدل قنوات أيون مبوبة خاصة بالناقل) وتعمل عبر رسول ثانٍ.

## أمثلة
من الأمثلة: يمكن أن يتآثر النورإبينفرين المحرَّر من العصبونات الودية مع مستقبلات ألفا-2A وألفا-2C أدرينالية الفعل لتثبيط تحرير المزيد من النورإبينفرن. نفس الأمر بالنسبة للأسيتيل كولين المحرر من العصبونات اللاودية الذي يمكنه التآثر مع مستقبلات M2 وM4 لتثبيط تحرير المزيد من الأسيتيل كولين. من الأمثلة غير النمطية: مستقبل β-أدرينالي الفعل الذاتي في الجهاز العصبي الودي، والذي يعمل لزيادة تحرير الناقل العصبي.
يتآثر المستقبل الذاتي D2sh مع المستقبل المرتبط بالأمين النزر1 (TAAR1) -وهو مستقبل مقترن بالبروتين ج مكتشف حديثا- لتنظيم الأنظمة أحادية أمين الفعل (أحادية الأمين) في الدماغ. يعاكس TAAR1 النشِط نشاط المستقبل الذاتي عبر تثبيط نشاط ناقل الدوبامين (DAT). في مراجعتهم لـTAAR1 في الأنظمة أحادية أمين الفعل، اقترح شيه وميلر مايلي: يرتبط الدوبامين في الشق المشبكي بمستقبلات الدوبامين الذاتية والتي تنشط ناقل الدوبامين. يدخل الدوبامين إلى العصبونات قبل المشبكية ويرتبط بـTAAR1 الذي يزيد نشاط محلقة الأدينيلات، وهذا يسمح في النهاية بترجمة الأمينات النزرة في السيتوبلازم وتنشيط القنوات الأيونية المبوبة الخاصة بالنوكليوتيد الحلقي والتي تزيد من تنشيط TAAR1 وتحرير الدوبامين في المشبك. عبر سلسلة من عمليات الفسفرة بواسطة كينازي البروتين A وC، يثبط TAAR1 النشِط ناقل الدوبامين DAT مانعا نقل الدوبامين من المشبك. يسمح تواجد مستقبلين بعد مشبكيين لهما قدرات متعاكسة في تنظيم وظيفة ناقل أحادي الأمين بنتظيم نظام أحادي الأمين.
يمكن أيضا لنشاط المستقبل الذاتي تخفيض تيسير النبض المتزاوج.(PPF) تنشَّط خلية تغذية راجعة بواسطة عصبون بعد مشبكي مزال القطبية (جزئيا)، وتحرِّر خلية التغذية الراجعة ناقلا عصبيا يستطيع المستقبل الذاتي للعصبون قبل المشبكي استقباله، يسبب المستقبل الذاتي تثبيط قنوات الكالسيوم (مثبطا تدفق أيونات الكالسيوم) وانفتاح قنوات البوتاسيوم (زيادة تدفق أيونات البوتاسيوم) في الغشاء قبل المشبكي. هذه التغيرات في تركيز الأيونات تقلص بفعالية كمية الناقل العصبي الأولي المحرر بواسطة النهاية قبل المشبكية في الشق المشبكي. وهذا يسبب انخفاضا نهائيا في نشاط العصبون بعد المشبكي، ومنه تكتمل حلقة التغذية الراجعة.